# Distrikt Huacho
Der Distrikt Huacho liegt in der Provinz Huaura im Norden der Region Lima im zentralen Westen von Peru. Der Distrikt hat eine Fläche von 717,02 km². Beim Zensus 2017 lebten 63.142 Einwohner im Distrikt. Im Jahr 1993 betrug die Einwohnerzahl 49.725, im Jahr 2007 55.442. Verwaltungssitz ist die Stadt Huacho.

## Geographische Lage
Der Distrikt Huacho liegt im Südwesten der Provinz Huaura. Er erstreckt sich knapp 60 km entlang der Pazifikküste. Er ist hauptsächlich von der wüstenhaften, ariden Landschaft der peruanischen Küstenebene gekennzeichnet. Die Fernstraße Panamericana durchquert das Gebiet. Im Nordwesten liegt der Ballungsraum der Stadt Huacho. Im äußersten Süden des Distrikts befindet sich das Schutzgebiet Reserva Nacional de Lachay. 
Der Distrikt grenzt im Norden an die Distrikte Hualmay und Santa María, im Osten an den Distrikt Sayán sowie im Südosten an die Distrikte Huaral und Chancay (beide in der Provinz Huaral).